# Ballistische Haube

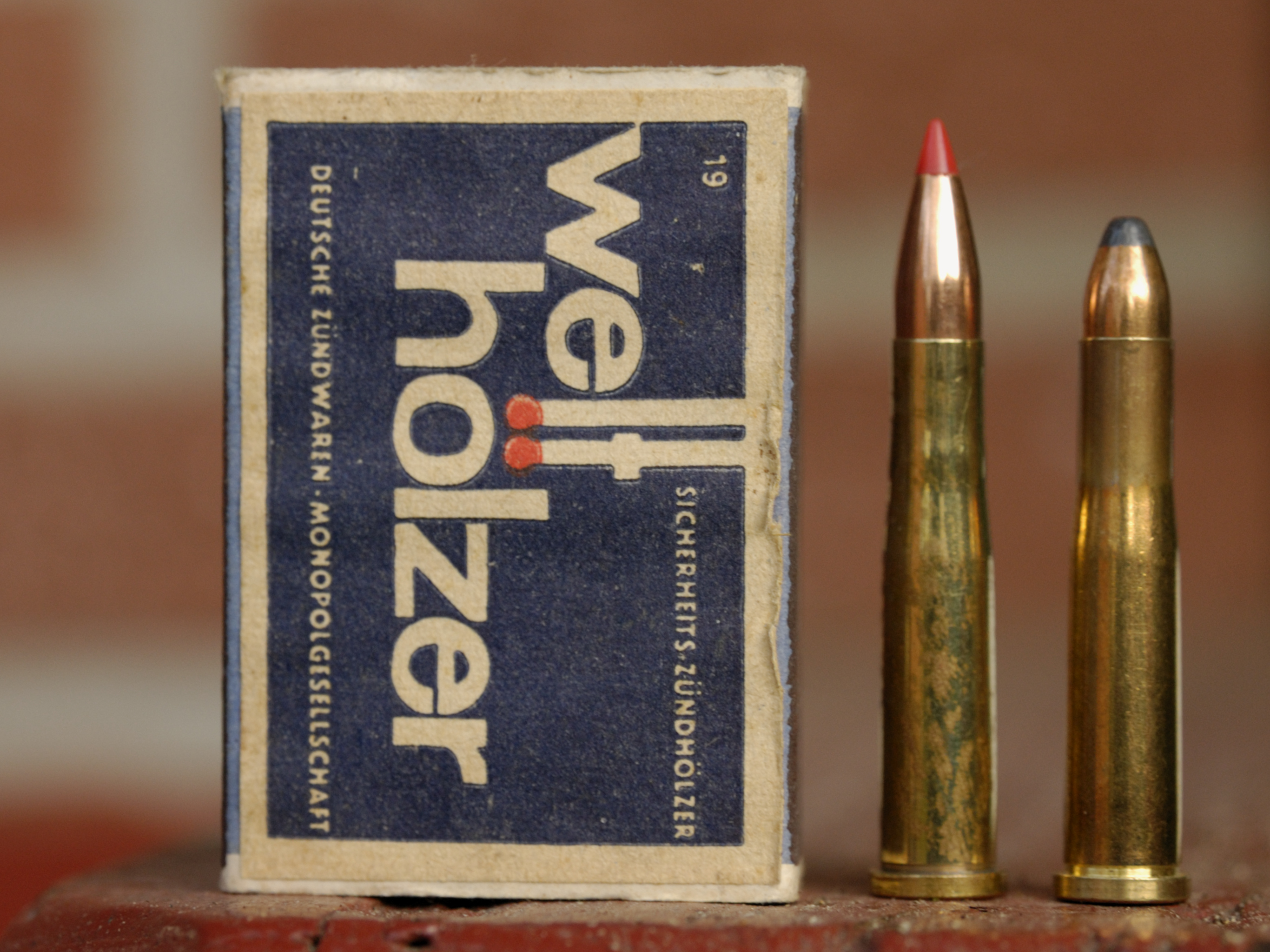
Munition .22 Hornet mit ballistischer Haube
links mit roter Kappe

Schnitt einer japanischen Schiffsartillerie-Granate Typ 91 (Kaliber 46 cm) mit ballistischer Haube

Eine ballistische Haube ist Teil eines Geschosses für Feuerwaffen.
Die ballistische Haube dient zur Verbesserung der Außenballistik und kommt immer dann zur Verwendung, wenn der in Flugrichtung vordere Teil des Geschosses („Spitze“) eine Form aufweist, die konstruktionsbedingt
- aerodynamisch ungünstig ist (z. B. in Bezug auf den Flug mit Überschallgeschwindigkeit)
- oder eine Form aufweist, die das Einführen in den Lauf der Waffe behindern kann (→ Ladehemmung)
- Komponenten aufweist, die besonders geschützt werden müssen

Diese Fälle sind gegeben bei
- Hohlspitzgeschossen mancher Patronen für die Jagd
- Hohlladungs- und anderen panzerbrechenden Geschossen für Geschütze
- Geschossen mit besonderer Ausformung und Einrichtungen der Geschossspitze für besondere  Anwendungen.

Ballistische Hauben werden für Kleinmunition meist aus Kunststoff gefertigt. Bei Munition für Geschütze wird dünnwandiges Metall verwendet.
Wenn auch der Begriff „Haube“ eine „Hut-ähnliche“ Ausführung nahelegt, ist auch dann von einer ballistischen Haube zu sprechen, wenn ein besonders ausgeformter Körper in die Spitze des Geschosses eingesetzt wird.
Die ballistische Haube hat i. d. R. keinen Einfluss auf die Wirkung des Geschosses im Ziel. Bei Gewehrmunition mit Hohlspitze wird die ballistische Haube aber auch dazu genutzt, den Vorgang des „Aufpilzens“ (Querschnittvergrößerung) des Geschosses einzuleiten und zu verstärken.